# Binmaley
Binmaley is een gemeente in de Filipijnse provincie Pangasinan op het eiland Luzon. Bij de laatste census in 2007 had de gemeente ruim 76 duizend inwoners.

## Geografie

### Bestuurlijke indeling
Binmaley is onderverdeeld in de volgende 33 barangays:
| - Amancoro - Balagan - Balogo - Basing - Baybay Lopez - Baybay Polong - Biec - Buenlag - Calit - Caloocan Dupo - Caloocan Norte | - Caloocan Sur - Camaley - Canaoalan - Dulag - Gayaman - Linoc - Lomboy - Nagpalangan - Malindong - Manat - Naguilayan | - Pallas - Papagueyan - Parayao - Poblacion - Pototan - Sabangan - Salapingao - San Isidro Norte - San Isidro Sur - Santa Rosa - Tombor |

## Demografie
Binmaley had bij de census van 2007 een inwoneraantal van 76.214 mensen. Dit zijn 3.589 mensen (4,9%) meer dan bij de vorige census van 2000. De gemiddelde jaarlijkse groei komt daarmee uit op 0,67%, hetgeen lager is dan het landelijk jaarlijks gemiddelde over deze periode (2,04%).